# Magdalena Solari Quintana
Magdalena Solari Quintana (Buenos Aires, 23 de enero de 1968) es una abogada y política argentina, del Frente Renovador de la Concordia, que se desempeñó como senadora nacional por la provincia de Misiones desde 2017 hasta 2023.

## Biografía
Se recibió de abogada en 2001 en la Universidad Católica de Santa Fe.
Unida al Frente Renovador de la Concordia, en 2011 fue elegida concejal de Posadas, desempeñándose como presidenta del Concejo Deliberante hasta 2015. Posteriormente, el gobernador Hugo Passalacqua la nombró a cargo del Centro del Conocimiento, centro cultural de la capital misionera.
En las elecciones legislativas de 2017 fue elegida senadora nacional por la provincia de Misiones, al ser la segunda candidata en la lista del Frente Renovador de la Concordia (encabezada por Maurice Closs), obteniendo el 38,78 % de los votos. En 2018 votó en contra del proyecto de Ley de Interrupción Voluntaria del Embarazo.
A fines de 2019, su compañero de bancada Closs se unió al Frente de Todos, mientras ella conformó el monobloque «Misiones». Desde 2020 es secretaria de las comisiones de Acuerdos; de Turismo; y de Educación y Cultura; y vocal en las comisiones de Justicia y Asuntos Penales; de Legislación General; y de Banca de la Mujer.